# Coupe d'Europe des lancers 2023
Navigation
Édition précédente Édition suivante
La 22e édition de la Coupe d'Europe des lancers 2023 (anglais : European Throwing Cup) se déroule à Leiria, au Portugal, les 11 et 12 mars 2023.

## Podiums

### Seniors

#### Hommes
| Épreuve           | Or                               | Argent                                     | Bronze                             |
| ----------------- | -------------------------------- | ------------------------------------------ | ---------------------------------- |
| Lancer du poids   | Roman Kokoško (UKR) 21,52 m (EL) | Bob Bertemes (LUX) 21,21 m                 | Zane Weir (ITA) 20,98 m            |
| Lancer du disque  | Kristjan Čeh (SVN) 68,30 m (WL)  | Alin Firfirică (ROU) 63,78 m (SB)          | Martin Marković (CRO) 62,20 m (SB) |
| Lancer du marteau | Bence Halász (HUN) 74,65 m (SB)  | Thomas Mardal (NOR) 73,94 m (SB)           | Yann Chaussinand (FRA) 73,25 m     |
| Lancer du javelot | Leandro Ramos (POR) 78,57 m (SB) | Dagbjartur Daði Jónsson (ISL) 78,56 m (SB) | Manu Quijera (ESP) 78,42 m (SB)    |

#### Femmes
| Épreuve           | Or                                 | Argent                              | Bronze                                   |
| ----------------- | ---------------------------------- | ----------------------------------- | ---------------------------------------- |
| Lancer du poids   | Jessica Inchude (POR) 18,14 m (EL) | Yemisi Ogunleye (GER) 18,09 m (SB)  | Sara Lennman (SWE) 17,95 m               |
| Lancer du disque  | Shanice Craft (GER) 64,88 m (WL)   | Liliana Cá (POR) 64,32 m (SB)       | Mélina Robert-Michon (FRA) 61,70 m       |
| Lancer du marteau | Sara Fantini (ITA) 73,26 m (WL)    | Bianca Perie-Ghelber (ROU) 71,52 m  | Katrine Koch Jacobsen (DEN) 71,08 m (SB) |
| Lancer du javelot | Elína Tzéngko (GRE) 63,65 m        | Marija Vučenović (SRB) 60,56 m (SB) | Adriana Vilagoš (SRB) 59,83 m            |

### Espoirs

#### Hommes
| Épreuve           | Or                                  | Argent                              | Bronze                              |
| ----------------- | ----------------------------------- | ----------------------------------- | ----------------------------------- |
| Lancer du poids   | Muhamet Ramadani (KOS) 19,28 m (EL) | Eric Maihöfer (GER) 19,13 m         | Riccardo Ferrara (ITA) 19,00 m      |
| Lancer du disque  | Steven Richter (GER) 64,23 m (PB)   | Mykhailo Brudin (UKR) 58,60 m (PB)  | Enrico Saccomano (ITA) 56,27 m (SB) |
| Lancer du marteau | Mykhaylo Kokhan (UKR) 75,80 m       | Dawid Piłat (POL) 72,42 m (SB)      | Halil Yılmazer (TUR) 70,45 m (PB)   |
| Lancer du javelot | Artur Felfner (UKR) 80,09 m         | Lenny Brisseault (FRA) 72,55 m (SB) | György Herczeg (HUN) 72,46 m        |

#### Femmes
| Épreuve           | Or                                       | Argent                               | Bronze                                  |
| ----------------- | ---------------------------------------- | ------------------------------------ | --------------------------------------- |
| Lancer du poids   | Serena Vincent (GBR) 16,90 m (PB)        | Emilia Kangas (FIN) 16,28 m (PB)     | Nina Chioma Ndubuisi (GER) 16,24 m      |
| Lancer du disque  | Lotta Flatum (NOR) 56,54 m               | Emily Conte (ITA) 56,18 m (PB)       | Marie-Josée Bovele-Linaka (FRA) 53,42 m |
| Lancer du marteau | Valeriya Ivanenko-Kyrylina (UKR) 65,51 m | Nicola Tuthill (IRL) 64,44 m (U23NR) | Rachele Mori (ITA) 62,79 m              |
| Lancer du javelot | Veronika Šokota (CRO) 56,82 m (SB)       | Petra Sičaková (CZE) 55,23 m (SB)    | Esra Türkmen (TUR) 54,69 m (SB)         |

## Tableau des médailles
- Pays organisateur ( Portugal)

| Rang  | Nation      | Or | Argent | Bronze | Total |
| ----- | ----------- | -- | ------ | ------ | ----- |
| 1     | Ukraine     | 4  | 1      | 0      | 5     |
| 2     | Allemagne   | 2  | 2      | 1      | 5     |
| 3     | Portugal    | 2  | 1      | 0      | 3     |
| 4     | Italie      | 1  | 1      | 4      | 6     |
| 5     | Norvège     | 1  | 1      | 0      | 2     |
| 6     | Croatie     | 1  | 0      | 1      | 2     |
| 6     | Honduras    | 1  | 0      | 1      | 2     |
| 8     | Grèce       | 1  | 0      | 0      | 1     |
| 8     | Kosovo      | 1  | 0      | 0      | 1     |
| 8     | Royaume-Uni | 1  | 0      | 0      | 1     |
| 8     | Slovénie    | 1  | 0      | 0      | 1     |
| 12    | Roumanie    | 0  | 2      | 0      | 2     |
| 13    | France      | 0  | 1      | 3      | 4     |
| 14    | Serbie      | 0  | 1      | 1      | 2     |
| 15    | Finlande    | 0  | 1      | 0      | 1     |
| 15    | Irlande     | 0  | 1      | 0      | 1     |
| 15    | Islande     | 0  | 1      | 0      | 1     |
| 15    | Luxembourg  | 0  | 1      | 0      | 1     |
| 15    | Pologne     | 0  | 1      | 0      | 1     |
| 15    | Tchéquie    | 0  | 1      | 0      | 1     |
| 21    | Turquie     | 0  | 0      | 2      | 2     |
| 22    | Danemark    | 0  | 0      | 1      | 1     |
| 22    | Espagne     | 0  | 0      | 1      | 1     |
| 22    | Suède       | 0  | 0      | 1      | 1     |
| Total | Total       | 16 | 16     | 16     | 48    |